# Виноградное (Харцызский городской совет)
Виноградное (укр. Виноградне) — посёлок, входит в Харцызский городской совет Донецкой области Украины. Находится под контролем самопровозглашённой Донецкой Народной Республики.

## География

#### Соседние населённые пункты по странам света
С: Широкое
СЗ: Войково, Фёдоровка, Зелёное
СВ:  Троицко-Харцызск, Шахтное, Покровка (Харцызский горсовет)
З: город Иловайск (примыкает), Придорожное, Кобзари
В: Покровка (Амвросиевский район), Степано-Крынка
ЮЗ: Третяки, Агрономичное, Грабское, Полтавское
ЮВ: —
Ю: Григоровка, Многополье

## Население
Население по переписи 2001 года составляло 515 человек.

## Местный совет
86793, Донецкая обл., Харцызский городской совет, г. Иловайск, ул. Первомайская, 107.